# Hôpital Bichat-Claude-Bernard
Pour les articles homonymes, voir Bichat et Claude Bernard.

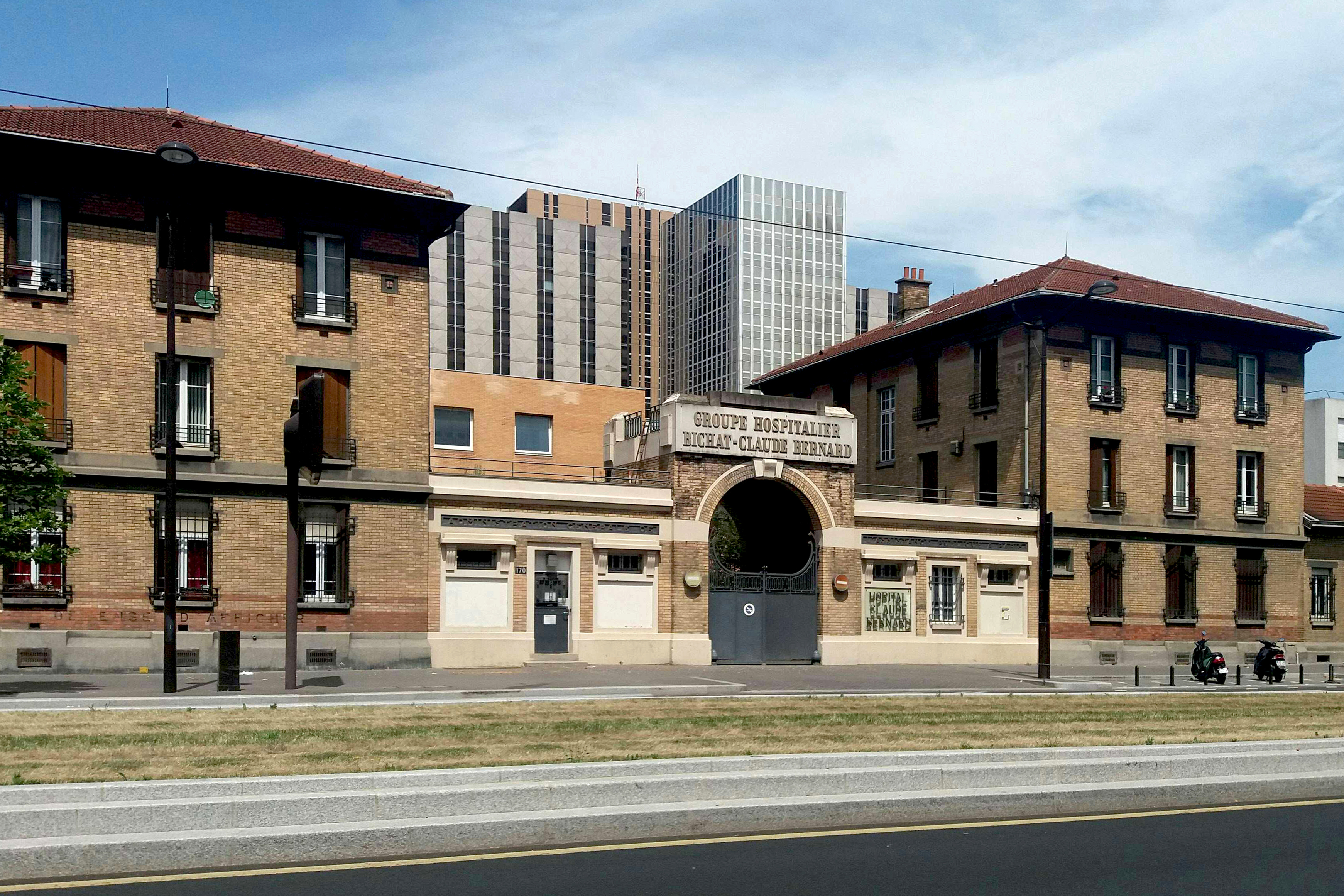
L'ancienne entrée de « l'hôpital Bichat-Claude-Bernard », au 170 boulevard Ney.

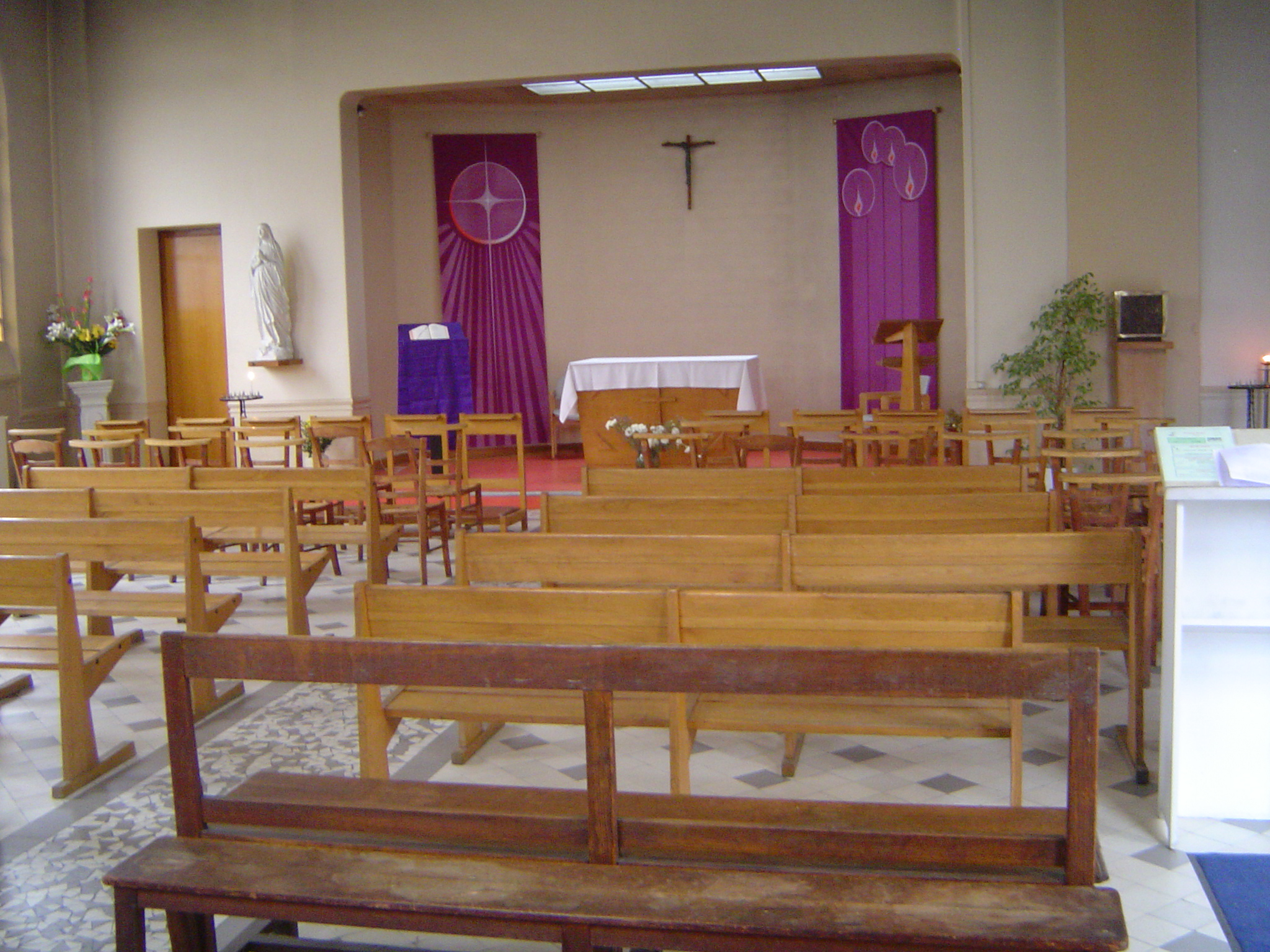
La chapelle de l'hôpital.

L'hôpital Bichat-Claude-Bernard est un centre hospitalier universitaire de l'Assistance publique - Hôpitaux de Paris (AP-HP) situé au 46, rue Henri-Huchard dans le 18e arrondissement de Paris.
L'hôpital est rattaché à Université Paris-Cité et a pour bâtiment voisin la faculté de médecine Paris Nord de l'université (Faculté de médecine Xavier Bichat).

## Historique

### Hôpital Claude-Bernard
Un premier hôpital, temporaire, est aménagé sur le glacis et le bastion nos 39 de l'enceinte de Thiers en 1884, sous le nom d'hôpital d'Aubervilliers, spécialisé dans le traitement des personnes souffrant du choléra. Désaffecté en 1887, il est remis en service à partir de 1900 pour les malades relevant de la même pathologie et reçoit également les malades atteints de la variole, de la rougeole, de la scarlatine ou de la diphtérie. À partir de 1899, le directeur est Anatole Dussaut.
En 1901, un programme de réhabilitation de l'ensemble de l'hôpital est adopté. Le 12 juillet 1904, Gustave Mesureur met lui-même le feu aux bâtiments afin d'assainir le lieu. Un nouvel établissement, construit par François Renaud, est inauguré le 30 novembre 1905, sous le nom d'hôpital Claude-Bernard, par le président de la République, Émile Loubet,. Cet hôpital s'étend le long du boulevard Macdonald, à partir du no 120 (le long du canal Saint-Denis) et du no 10 de l'avenue de la Porte-d'Aubervilliers. Il est spécialisé dans le traitement des maladies tropicales et des maladies infectieuses contagieuses. Son architecture est adaptée aux conditions sanitaires d'une époque où les antibiotiques n'existent pas encore et, pour limiter la propagation des infections des patients des uns aux autres, toutes les chambres sont  individuelles et donnent sur un déambulatoire protégé par un toit, mais ouvert sur l'extérieur, regroupées en petits pavillons distincts de plain-pied.
Lors de la Première Guerre mondiale, l'hôpital subit les bombardements allemands du 11 mars 1918 menés lors d'un raid aérien.
En 1930 un premier agrandissement a lieu suivi d'autres en 1948 et 1960. Le nombre de lits passe de 260 lits en 1909 à 670 en 1948 et 690 en 1960.
En 1970, en raison de la vétusté des locaux, l'hôpital Claude-Bernard est rattaché à l'hôpital Bichat. Il continue de fonctionner jusqu'à sa fermeture en 1988. Ensuite, les bâtiments seront détruits et le terrain laissé en friche de longues années. En 2011, sur son emplacement un nouveau quartier est inauguré.

### Hôpital Bichat-Claude-Bernard
L'hôpital Bichat-Claude-Bernard est issu de la fusion administrative de l'hôpital Bichat et de l'hôpital Claude-Bernard effectué en 1988.
Ancien hôpital Bichat, il porte le nom de Xavier Bichat, médecin biologiste de l'Hôtel-Dieu et est officiellement désigné comme hôpital Bichat-Claude-Bernard : le groupe hospitalier Bichat-Claude-Bernard est créé, en 1970, du rattachement de l'hôpital Claude-Bernard ouvert en 1905 à l'hôpital Bichat ouvert en 1882.
Au début du XXIe siècle l'organisation de l'Assistance publique-Hôpitaux de Paris l'inscrit au groupe des « Hôpitaux universitaires Paris-Nord-Val-de-Seine », le plus souvent abrégé en HUPNVS dans les documents administratifs et publications scientifiques, et qui regroupe outre Bichat-Claude Bernard, les hôpitaux Beaujon, Bretonneau, Louis-Mourier et l'EHPAD Adélaïde-Hautval,.

## Activité
L’hôpital Bichat – Claude-Bernard c’est :
- 945 lits, 70 places de jour
- 344 000 consultations
- 90 000 passages aux urgences dont 76 000 urgences adultes, 14 000 urgences gynécologie-obstétrique
- 65 000 hospitalisations en médecine chirurgie obstétrique (MCO) dont 40 000 hospitalisations de plus de 24 h et 25 000 hospitalisations de jour
- 2 700 admissions en soins de suite et de réadaptation
- 1 700 admissions psychiatriques
- 2 217 naissances
- 43% des patients sont originaires de Paris
- Un TEP/Scan, deux IRM, trois scanners
- Vingt-et-une salles d’opérations
- 4 105 professionnels exercent à Bichat – Claude-Bernard dont 886 professionnels médicaux et 3219 professionnels soignants, administratifs, techniques et logistiques

## Accès
L'hôpital est desservi par la ligne de métro 13 à la station Porte de Saint-Ouen, ainsi que par la ligne 3b du tramway d'Île-de-France à proximité aux stations Porte de Saint-Ouen et Porte de Montmartre.